# Como (Wisconsin)
Como és una concentració de població designada pel cens dels Estats Units a l'estat de Wisconsin. Segons el cens del 2000 tenia 1.870 habitants.

## Demografia
Segons el cens del 2000, Como tenia 1.870 habitants, 786 habitatges, i 510 famílies. La densitat de població era de 238,3 habitants per km².
Dels 786 habitatges en un 26,1% hi vivien nens de menys de 18 anys, en un 52% hi vivien parelles casades, en un 7,1% dones solteres, i en un 35,1% no eren unitats familiars. En el 28,2% dels habitatges hi vivien persones soles el 10,7% de les quals corresponia a persones de 65 anys o més que vivien soles. El nombre mitjà de persones vivint en cada habitatge era de 2,38 i el nombre mitjà de persones que vivien en cada família era de 2,87.
Per edats la població es repartia de la següent manera: un 22,2% tenia menys de 18 anys, un 6,6% entre 18 i 24, un 30% entre 25 i 44, un 24,7% de 45 a 60 i un 16,5% 65 anys o més.
L'edat mediana era de 40 anys. Per cada 100 dones de 18 o més anys hi havia 102,4 homes.
La renda mediana per habitatge era de 43.750 $ i la renda mediana per família de 49.395 $. Els homes tenien una renda mediana de 30.469 $ mentre que les dones 21.747 $. La renda per capita de la població era de 22.780 $. Aproximadament el 3% de les famílies i el 3,1% de la població estaven per davall del llindar de pobresa.

## Poblacions més properes
El següent diagrama mostra les poblacions més properes.